# David Daniels (contraltista)
David Daniels (Spartanburg, 12 marzo 1966) è un contraltista statunitense.

## Biografia

### Primi anni
Daniels è nato a Spartanburg, Carolina del Sud, figlio di due insegnanti di canto. Iniziò a cantare come voce bianca, passando al tenore man mano che la sua voce maturava. Suo padre, il baritono Perry Daniels, era uno dei membri più importanti della facoltà di recitazione durante ogni estate al Brevard Music Center, connesso alla School of Music del Converse College di Spartanburg; sua madre era un soprano d'opera. Daniels ha studiato musica al Conservatorio di musica del Cincinnati College. Insoddisfatto dei suoi successi come tenore, Daniels passò al registro vocale di controtenore durante gli studi universitari presso la University of Michigan School of Music, Theatre & Dance (Master of Music nel 1992) sotto la guida del suo insegnante, George Shirley.

### Carriera

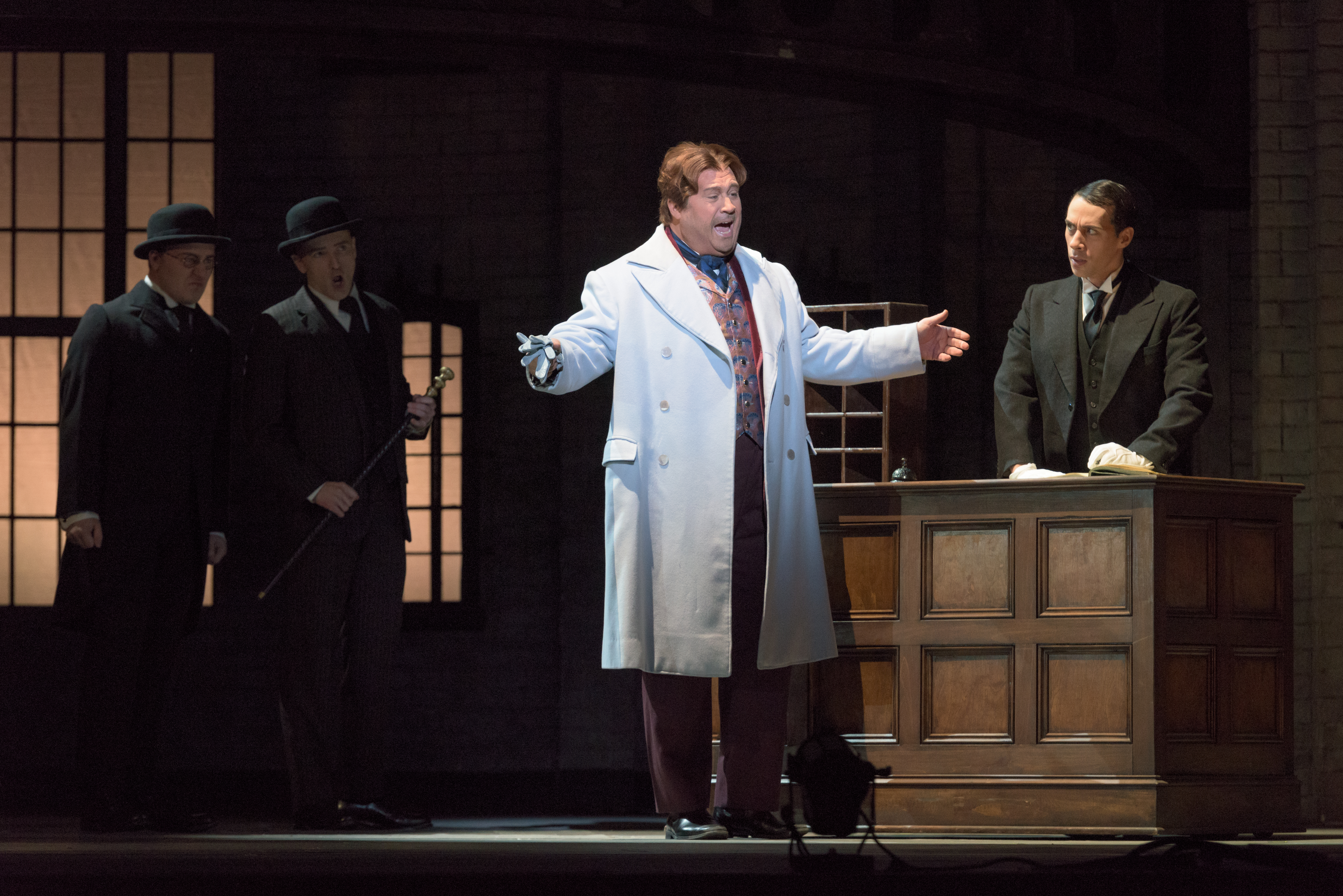
Daniels nel ruolo di Oscar Wilde in Oscar all'Opera di Filadelfia, 2015

Daniels ha debuttato come cantante professionista nel 1992. Nel 1997 ha vinto il Richard Tucker Award. Nel 1999 ha debuttato al Metropolitan Opera, nel ruolo di Sesto nel Giulio Cesare di Händel.
Il suo repertorio si è ampliato fino a includere altri ruoli importanti di Händel, tra cui Arsace nell'opera Partenope all'Opera di Chicago e alla San Francisco Opera nel 2014; il ruolo del protagonista in Tamerlano e Arsamene in Serse. All'Opera di Stato della Baviera di Monaco Daniels ha interpretato i ruoli principali in Rinaldo e Orlando, così come David in Saul. Ha interpretato Ottone ne L'incoronazione di Poppea di Monteverdi ed ha cantato il ruolo di Nerone nella stessa opera; è stato anche il suo ruolo di debutto alla San Francisco Opera nel 1998. Nell'opera Bajazet di Vivaldi ha cantato il ruolo di Tamerlano. Nel 2013 ha cantato il ruolo del protagonista in Giulio Cesare al Metropolitan Opera.
Daniels si è anche diversificato dai ruoli barocchi solitamente legati ai controtenori per includere Oberon in Sogno di una notte di mezza estate di Benjamin Britten al Metropolitan Opera e come Orfeo in Orfeo ed Euridice di Gluck alla Royal Opera House, Covent Garden. Nel luglio 2013 ha interpretato il ruolo di Oscar Wilde in Oscar alla Santa Fe Opera, scritto per lui da Theodore Morrison; ha poi cantato di nuovo Oscar nella produzione dell'Opera Philadelphia nel 2015. Lo stesso anno ha debuttato alla Wiener Staatsoper come Trinculo nell'opera The Tempest di Thomas Adès.
Dall'autunno 2015 a marzo 2020, Daniels è entrato a far parte della facoltà della sua alma mater, la University of Michigan School of Music, Theatre & Dance, come professore di canto.

### Accuse di aggressione sessuale
Nell'autunno del 2018 Daniels è stato collocato in aspettativa dalla Scuola di musica, teatro e danza dell'Università del Michigan, dopo le accuse di violenza sessuale. A seguito delle accuse un secondo studente accusò Daniels di violenza sessuale e ha intentato cause civili sia contro Daniels che contro l'Università del Michigan nell'ottobre 2018. In risposta alla seconda causa Daniels ha presentato un controricorso, affermando che le accuse erano "false e maliziose”. Poco dopo il controricorso la causa contro Daniels è stata respinta. Tuttavia la causa contro l'Università del Michigan è rimasta in essere. In seguito a ciò la San Francisco Opera ha rimosso Daniels dalla sua produzione del 2019 di Orlando "dopo una significativa deliberazione, date le gravi accuse di aggressione sessuale". Nel gennaio 2019 il Texas ha sporto denuncia per aggressione sessuale di secondo grado contro Daniels e suo marito, che sono stati poi arrestati ad Ann Arbor, nel Michigan. Il 26 marzo 2020, su raccomandazione del presidente dell'U-M Mark Schlissel e con voto unanime del Consiglio dei reggenti, Daniels è stato licenziato dall'università con effetto immediato e senza trattamento di fine rapporto.

### Canzoni d'arte
Oltre al suo lavoro nell'opera, Daniels tiene anche recital regolari, per i quali ha sviluppato un repertorio che include canzoni d'arte del XIX e XX secolo di solito non associate ai controtenori, comprese opere di compositori come Berlioz e Poulenc.

### Vita privata
Daniels ha sposato il direttore d'orchestra Scott Walters, alla Dumbarton House di Washington, il 21 giugno 2014; la cerimonia è stata celebrata da Ruth Bader Ginsburg, Corte suprema degli Stati Uniti d'America.